# Appennini-félsziget
Az Appennini-félsziget vagy Appennin-félsziget (olaszul: Penisola appenninica) egyike Dél-Európa három nagy félszigetének (az Ibériai- és a Balkán-félsziget mellett). A Pó völgyétől indul és mintegy 1000 km hosszan, déli irányban benyúlik a Földközi-tengerbe. Jellegzetes alakja miatt gyakran az olasz csizmaként (olaszul Lo Stivale) emlegetik. Alakját három félszigetnek köszönheti: a Calabriai-félsziget a csizma orra, a Salentói-félsziget a csizma sarka, míg a Gargano-félsziget a sarkantyú.
Nyugaton a Ligur-tenger és a Tirrén-tenger határolják, délen a Jón-tenger, keleten pedig az Adriai-tenger. A félsziget gerincét a névadó Appenninek hegyvonulat alkotja.
A félsziget San Marinót és Vatikánt kivéve teljes egészében Olaszországhoz tartozik.